# Rofe-Gletscher
Der Rofe-Gletscher ist ein breiter und 16 km langer Gletscher im ostantarktischen Mac-Robertson-Land. Im Norden des Mawson Escarpment fließt er in westlicher Richtung zum Lambert-Gletscher.
Luftaufnahmen, die 1956, 1960 und 1973 bei den Australian National Antarctic Research Expeditions (ANARE) entstanden, dienten seiner Kartierung. Das Australian Antarctic Names and Medals Committee benannte ihn 1973 nach Brian Rofe (1918–1971), Leiter der Australian Antarctic Division von 1970 bis zu seinem Tod am 27. August 1971.